# Oncinocampa
Oncinocampa és un gènere de diplurs de la família Campodeidae. Hi ha almenys quatre espècies descrites en Oncinocampa.

## Taxonomia
- Oncinocampa asonensis Sendra & Conde, 1988 g
- Oncinocampa bolivarurrutiai Sendra & Garcia g
- Oncinocampa falcifer Conde, 1982 g
- Oncinocampa genuitei Bareth, 1989 g

Fonts de les dades: i = ITIS, c = Catalogue of Life, g = GBIF, b = Bugguide.net